# كاتب ياسين

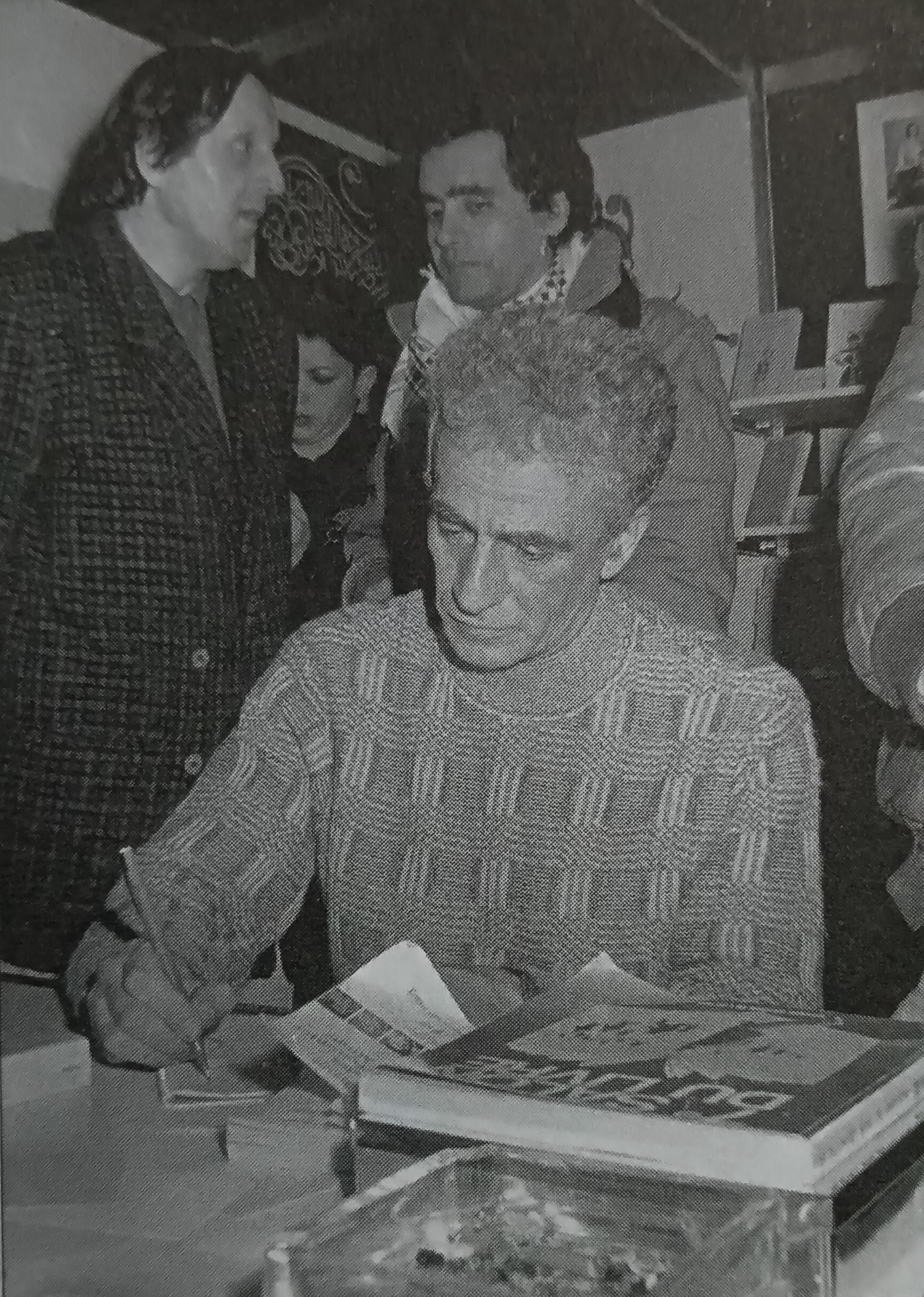
كاتب ياسين، بيار برنارد، و حبيب تنقور

كاتب ياسين (2 أغسطس 1929 - 28 أكتوبر 1989)، واسمه الحقيقي محمد خلوطي، هو كاتب وأديب جزائري ويعد من أبرز كتاب الأدب الفرنكفوني، من أشهر رواياته «نجمة». ألّف مجمل كتاباته باللغة الفرنسية. كتب الروايات والقصائد والمسرحيات والمقالات، وكان أيضًا صحفيًا لصحيفة الجزائر الجمهورية اليومية من عام 1949 إلى عام 1951، ومخرجًا مسرحيًا.

## حياته
ولد محمد خلوطي بدائرة زيغود يوسف ولاية قسنطينة في 6 أغسطس 1929 في الجزائر. ينحدر من عائلة شاوية أصلها من الأوراس، وهي عائلة متعلمة من حمام نبيل. جده لأمه باخ عادل نائب قاضي كوندي سميندو، والده محامٍ وعائلته تتبعه في تنقلاته المتعاقبة.
بعد فترة قصيرة تردد أثنائها على المدرسة القرآنية بسدراتة (سوق أهراس) 1935 التحق بالمدرسة الفرنسية ببوقاعة في ولاية سطيف سنة 1935 إلى غاية سنة 1941 حيث بدأ تعليمه الثانوي في سطيف حتى الثامن من شهر مايو 1945. شارك في مظاهرات 8 مايو 1945، قبض عليه بعد 5 خمسة أيام ببوقاعة فسجن وعمره لا يتجاوز 16 سنة، ويظهر أثر تلك الفترة بوضوح في كتاباته. بعدها بعام فقط نشر مجموعته الشعرية الأولى «مناجاة». دخل عالم الصحافة عام 1948 فنشر في جريدة "الجزائر الجمهورية" (بالفرنسية: Alger Républicain) التي أسسها عام 1938 الناشط الشيوعي هنري علاق وضمت أقلام كتاب بارزين مثل ألبير كامو. وبعد أن انضم إلى الحزب الشيوعي الجزائري قام برحلة إلى الاتحاد السوفياتي ثم إلى فرنسا في عام 1951. في الستينيات، بعد استقلال الجزائر، توجّه إلى فيتنام، وأقام فيها 3 سنوات، وهناك كتب مسرحية "الرجل ذو الحذاء المطاطي" التي تتناول انتصار الفيتناميّين على العدوان الأمريكي.
شغل عدة مناصب ثقافية في الجزائر، منها منصب مدير المسرح بسيدي بلعباس. نجى من محاولة اغتيال في تيزي وزو في 1987.

## أسرته
كاتب ياسين هو أب لنادية وهانس وأمازيغ كاتب عضو في الفرقة الموسيقية المعروفة قناوة ديفيزيون.

## وفاته
توفي كاتب ياسين في 28 أكتوبر 1989 بمدينة غرونوبل الفرنسية عن عمر يناهز 60 سنة بسرطان الدم نقل جثمانه ودفن في الجزائر يوم أول نوفمبر 1989.

## أعماله المشهورة
يعد ياسين من آباء الأدب الجزائري الحديث، وقد كتب جل أعماله باللغة الفرنسية ويعد واحدا من أبرز كتاب الأدب الفرنكوفوني. يعتبر ياسين اللغة الفرنسية "غنيمة حرب" وأداة استخدمها للتعبير عن الثورة على الاستعمار، ويطوعها في خدمة الأغراض الأدبية والتعبيرية في الأدب الجزائري "يستغلّها كما يشاء ويتصرف بها بما تقتضيه هويته وثقافته"، لياسين موقف ناقد للتعريب في الجزائر، إذ لا يراه تحولا وطنيا جزائريا، بل يعتبره رديفا للأسلمة واستدخالا للغة ما يعتبره "غزوا عربيا إسلاميا للجزائر.
تظهر هذه العلاقة المركبة مع اللغة الفرنسية في روايته الأهم "نجمة" التي نشرها في عام 1956،وفيها يصف أحد شخوصها بأنه يتكلم الفرنسية، "ولكنه لا يلفظ أبداً كلمة فرنسية من دون أن يشوّهها، كما لو كان يفعل ذلك عن مبدأ. ويعتبر النقاد هذه الرواية التي ناولت المرحلة التي أعقبت احداث مايو 1945 في الجزائر أجمل نص بالفرنسية لكاتب من أصل غير أوروبي،  وقد ترجمت هذه الرواية إلى عدة لغات، وظهرت لها عدة ترجمات إلى العربية، وكذلك ترجمة إلى الأمازيغية أنجزها رابح بوشنب نشرت في عام 2016.
لاحقا انتقل ياسين من الرواية إلى المسرح وأنجز مسرحية المراة الطائشة عام 1959، وتلاها عدد من المسرحيات عرضت في كل من الجزائر وفرنسا .
ومؤلفاته هي:
- مناجاة (شعر 1946)
- أشعار الجزائر المضطهدة (شعر 1948)
- نجمة (رواية 1956)،[6][18]
- ألف عذراء (شعر 1958)
- المضلع النجمي (رواية 1966)
- دائرى القصاص (مجموعة مسرحيات 1959)
- حرب الألف عام
- الجثة المطوقة (مسرحية)
- الأجداد يزدادون ضراوة (مسرحية)
- الرجل ذو النعل المطاطي (مسرحية 1970)، مسرحية كتبها في فترة إقامته في فييتنام، وتتناول كفاح الفيتناميين ضد العدوان الأمريكي
- "مجزرة الأمل" (أو "فلسطين المخدوعة")، وهي مسرحية كتبها بعد أن زار المخيمات الفلسطينية في لبنان

## ترجمات إلى العربية
- الجثة المطوقة، الأجداد يزدادون ضراوة (مسرحيتان، ترجمة ملك أبيض، الهيئة السورية العامية للكتاب، 1979[19]
- نجمة (رواية)
  1. ترجمة ملك أبيض، المؤسسة العربية للدراسات والنشر، بيروت، 1980، كما نشرت أجزاء من هذه الترجمة في عدة صحف عربية في إطار مشروع "كتاب في جريدة" في يونيو 2009
  2. ترجمة محمد قويعة، دار اسراس للنشر، تونس، 1984 ، ISBN 2-02-006872-9
  3. ترجمة السعيد بوطاجين، المجلس الأعلى للغة العربية، الجزائر، 2010 , ISSN 2170-0052[20]

- في 2019 أعلنت المؤسسة الوطنية للفنون المطبعية في الجزائر أنها قد اشترت حقوق ترجمة كل أعماله من دار نشر سوي الفرنسية، في إطار مشروع لترجمة أعمال كبار الكتاب الجزائريين مثل آسيا جبار ومحمد ديب وياسين.[21]

## تكريمات ومعالم
- أطلقت بلدية الدائرة الثالثة عشرة في باريس اسم الكاتب الجزائري على حديقة تقع قرب مقرها.[4]

## ملحوظات
1. ↑  منطقة في شمال شرق الجزائر.
2. ↑  حالياً في ولاية قالمة، تسمى قبليتية أو قبلوت
3. ↑  لافيات سابقًا

## وصلات خارجية
- كاتب ياسين على موقع أرشيف الشارخ.
- كاتب ياسين على موقع IMDb (الإنجليزية)
- كاتب ياسين على موقع الموسوعة البريطانية (الإنجليزية)
- كاتب ياسين على موقع مونزينجر (الألمانية)
- كاتب ياسين على موقع ميوزك برينز (الإنجليزية)
- كاتب ياسين على موقع قاعدة بيانات الفيلم (الإنجليزية)